# François I. d’Orléans-Longueville
François I. d’Orléans (* 1447; † 25. November 1491 in Châteaudun), Comte de Dunois, de Longueville et de Tancarville, war ein französischer Adliger und Militär; er war Gouverneur der Normandie, Gouverneur der Dauphiné und Großkammerherr von Frankreich.

## Leben
François d’Orléans war der Sohn von Jean, Bâtard d’Orléans (1402–1468), Comte de Porcéan, Comte de Périgord, Comte de Châteaudun, de Dunois et de Longueville, und Marie d’Harcourt (1420–1464), Dame de Parthenay, Secondigny, Vouvant, Mervent, Mathefelon, Durtal und Varenguebec.
Mit dem Tod seiner Mutter 1464 wurde er Erbe ihres Besitzes. Mit dem Tod seines Vaters 1468 wurde er Comte de Longueville, de Dunois etc. 1488 folgte er seiner Cousine Jeanne d’Harcourt als Comte de Tancarville (damit verbunden waren die Ämter des Connétable und des Chambellan de Normandie), Vicomte de Melun, Baron de Montgommery etc.
François I. d’Orléans heiratete am 2. Juli 1468 in Montargis Agnes von Savoyen (* 1446; † Paris 15. März 1509, bestattet in Notre-Dame de Cléry), Tochter von Herzog Ludwig von Savoyen und Anne de Lusignan, und Schwester von Charlotte von Savoyen, der Königin von Frankreich als Ehefrau des Königs Ludwig XI. Er wurde Gouverneur der Normandie und am 13. November 1483 – kurz nach dem Tod König Ludwigs XI. – zum Gouverneur der Dauphiné ernannt. Er unterstützte in dieser Zeit die Königinwitwe Charlotte von Savoyen, die mit Unterstützung ihres Schwagers die Vormundschaft für ihren noch unmündigen Sohn Karl VIII. beanspruchte und damit in Konkurrenz zu ihrer eigenen Tochter Anne de Beaujeu trat, die ebenfalls die Regentschaft für ihren noch nicht volljährigen Bruder ausüben wollte; noch ehe der Konflikt zwischen den beiden Frauen beigelegt werden konnte, starb Charlotte von Savoyen nach nur dreimonatiger Witwenschaft am 1. Dezember 1483 in Amboise.
François d’Orléans nahm am 30. Mai 1484 an der Krönung Karls VIII. teil und wurde 1485 zum Großkammerherrn von Frankreich ernannt. Später schloss er sich dem Guerre folle genannten Fürstenaufstand an, der unter der Führung des Herzogs von Orléans (der spätere König Ludwig XII.) gegen die Regentschaft Anne de Beaujeus gerichtet war. Im November 1486 verschanzte er sich in seiner Burg von Parthenay, die am 30. März 1487 von den Truppen der Regentin erobert wurde, woraufhin François nach Nantes zum Herzog von Orléans floh. Am 20. Januar 1488 erklärte das Parlement von Paris die Herzöge Franz II. von Bretagne und Ludwig von Orléans zu Rebellen und sprach sie damit der Majestätsbeleidigung (Lèse-majesté) schuldig. Mit der entscheidenden Niederlage der Aufständischen in der Schlacht von Saint-Aubin-du-Cormier am 28. Juli 1488 kam der Krieg zum Erliegen. Nach dem Tod Franz’ II. am 4. September 1488 wurden viele der adligen Rebellen, darunter auch François d’Orléans, amnestiert.
In der anschließenden Auseinandersetzung um die Hand der Erbin Anne de Bretagne und nach ihrer Heirat mit Maximilian von Österreich im Dezember 1490, sowie der militärischen Reaktion Karls VIII. (Einmarsch in Nantes am 20. März 1491) war François d’Orléans – neben dem Kanzler Philippe de Montauban und Jean IV. de Chalon-Arlay – der wichtigste Minister der jungen Herzogin. Er vermittelte auf bretonischer Seite den Bund zwischen dem französischen König und der neuen bretonischen Herzogin, die am 19. November 1491 zur Verlobung und am 6. Dezember 1491 zur Hochzeit führte.
Kurz zuvor, am 25. September 1491, war François d’Orléans-Longueville in Châteaudun gestorben (sein Nachfolger bei der Eheverhandlungen war Chalon-Arlay). Er wurde in der von seinem Vater wiederaufgebauten Kirche Notre-Dame de Cléry bestattet, in der auch der Leichnam König Ludwigs XI. liegt.

## Ehe und Familie
François I. d’Orléans heiratete am 2. Juli 1468 in Montargis Agnes von Savoyen (* 1446; † Paris 15. März 1509, bestattet in Notre-Dame de Cléry), Tochter von Herzog Ludwig von Savoyen und Anne de Lusignan. Ihre Kinder sind:
- Anne (* wohl 1468; † Juni 1499); ⚭ 1494 André IV. de Chauvigny, Prince de Déols, Vicomte de Brosse († 1502)
- François II. (* 1478; † 12. Februar 1513 Châteaudun,[3]) Comte de Longueville, 1491 3. Comte de Dunois, de Tancarville et de Montgommery, Vicomte de Melun, Mai 1505 Duc de Longueville[4] Großkammerherr von Frankreich, Gouverneur von Guyenne; ⚭ 6. April 1505 Blois Françoise d’Alençon (* Winter 1490/91;[5] † 14. September 1550 La Flèche), September 1543 1. Duchesse de Beaumont, Duchesse d’Alençon, Sainte-Suzanne, Château-Gontier et La Flèche, Tochter von René, 3. Duc d’Alençon, und Margarete von Lothringen; sie heiratete in zweiter Ehe 1513 Charles de Bourbon, duc de Vendôme, Pair de France († 25. März 1537)
- Louis I. (* wohl 1480;[6] † 1. August 1516 Beaugency), 1504/13 souveräner Graf von Neuchâtel, Markgraf von Rötteln, 1515[7] 3. Duc de Longueville, 5. Comte de Dunois, de Tancarville et de Montgommery, 1. Prince de Chatelaillon, Gouverneur der Provence; ⚭ 3. November 1504 Johanna von Baden-Hochberg (* zwischen 1485 und 1487, † 23. September 1543 Époisses), souveräne Gräfin von Neuchâtel, Markgräfin von Rötteln, Dame de Joux (1503–1507), Erbtochter von Philipp von Baden, Markgraf von Hochberg
- Jean (* posthum 1492 Parthenay;[8] † 24. September 1533), 1503 Erzbischof von Toulouse, 1520 Abt von Bec-Hellouin, 1521 Bischof von Orléans, 3. März 1533 Kardinal.

Darüber hinaus hatte er mit Jean einen unehelichen Sohn von einer unbekannten Frau.

## Weblink
- Étienne Pattou: Ducs d’Orléans, Angoulême et Longueville. S. 10 (online, abgerufen am 11. Juni 2020)